# Open di Francia 2012 - Doppio femminile in carrozzina
Esther Vergeer e Sharon Walraven erano le detentrici del titolo ma hanno deciso di non partecipare insieme. Walraven ha giocato insieme a Annick Sevenans ed è stata eliminata alle semifinali mentre Vergeer ha difeso il titolo insieme a Marjolein Buis sconfiggendo in finale per 6-0, 6-1 Sabine Ellerbrock e Yui Kamiji.

## Teste di serie
1. Annick Sevenans /  Sharon Walraven (semifinale)
2. Marjolein Buis /  Esther Vergeer (campionesse)

## Tabellone

### Legenda
| - Q = Qualificato - WC = Wild card - LL = Lucky loser | - ALT = Alternate - SE = Special Exempt - PR = Protected Ranking | - w/o = Walkover - r = Ritirato - d = Squalificato |

|  | Semifinali | Semifinali                      | Semifinali                      | Semifinali | Semifinali |  |  | Finale | Finale                        | Finale                        | Finale | Finale |  |
|  |            |                                 |                                 |            |            |  |  |        |                               |                               |        |        |  |
|  | 1          | Annick Sevenans Sharon Walraven | Annick Sevenans Sharon Walraven | 3          | 2          |  |  |        |                               |                               |        |        |  |
|  |            | Sabine Ellerbrock Yui Kamiji    | Sabine Ellerbrock Yui Kamiji    | 6          | 6          |  |  |        | Sabine Ellerbrock Yui Kamiji  | Sabine Ellerbrock Yui Kamiji  | 0      | 1      |  |
|  |            | Jiske Griffioen Aniek van Koot  | Jiske Griffioen Aniek van Koot  | 3          | 3          |  |  | 2      | Marjolein Buis Esther Vergeer | Marjolein Buis Esther Vergeer | 6      | 6      |  |
|  | 2          | Marjolein Buis Esther Vergeer   | Marjolein Buis Esther Vergeer   | 6          | 6          |  |  |        |                               |                               |        |        |  |